# Pararhytiphora
Pararhytiphora is een kevergeslacht uit de familie van de boktorren (Cerambycidae). De wetenschappelijke naam van het geslacht werd voor het eerst geldig gepubliceerd in 1938 door Breuning.

## Soorten
Pararhytiphora omvat de volgende soorten:
- Pararhytiphora dispar (Blackburn, 1894)
- Pararhytiphora nigropunctata Breuning, 1938
- Pararhytiphora nigrosparsa Breuning, 1938